# Maksim Alekseyevich Shumailov
Maksim Alekseyevich Shumailov (tiếng Nga: Максим Алексеевич Шумайлов, sinh ngày 02 tháng 05 năm 1990) là thủ môn bóng đá người Nga hiện đang chơi cho câu lạc bộ FC Oktan Perm.